# Gemiliano da Cagliari
Gemiliano o Emilio, Emiliano (Santu Milanu o Millanu; ... – Sestu, I secolo o II secolo) è stato, secondo la tradizione, un vescovo di Cagliari che subì il martirio e pertanto è considerato santo dalla Chiesa cattolica che lo ricorda il 28 maggio.

## Agiografia
Non si hanno notizie certe sulla sua vita. Se realmente esistito, potrebbe essere vissuto nel II secolo d.C. Fu forse vescovo di Cagliari e morto martirizzato sotto la persecuzione di Nerone, oppure morto martire nel II secolo d.C. a Cagliari, presso la porta Cabagna.
Secondo la tradizione locale, luogo del suo martirio, avvenuto per lapidazione, fu Sestu, dove sorge un'antica chiesa romanica.

## Culto
San Gemiliano è venerato nella Sardegna meridionale. La memoria liturgica cade il 28 maggio. Il santo è compatrono della cittadina di Sestu. Sestu lo celebra e lo festeggia la prima domenica di settembre e la terza domenica di maggio e anche il giorno del suo martirio 28 maggio.
A san Gemiliano sono state dedicate  varie chiese sparse per il sud della Sardegna oltre alla chiesa nella cittadina di Sestu 
- Chiesa di San Gemiliano o chiesa di San Geminiano a Samassi
- Chiesa di San Gemiliano a Tortolì
- Chiesa di San Gemiliano a Villanova Truschedu